# 해리 커리 주니어
해리 케리 주니어(Harry Carey Jr., 1921년 5월 16일 ~ 2012년 12월 27일)는 미국의 배우이다.

## 출연 작품
- 선체이서 (1996년)
- 와이어트 어프 - 툼스톤으로 돌아오다 (1994년)
- 툼스톤 (1993년)
- 엑소시스트 3 (1990년) - 카나반 신부 역
- 빽 투 더 퓨쳐 3 (1990년)
- 작은 도둑 큰 도둑 (1989년)
- 8월의 고래 (1987년) - 조슈아 브랙켓 역
- 체리 2000 (1987년)
- 십자로 (1986년)
- 마스크 (1985년)
- 그렘린 (1984년)
- 프린세스 데이지 (1983년)
- 더 샤도우 라이더스 (1982년)
- 인데인저드 스피시즈 (1982년)
- 전격 Z작전 (1982년)
- 롱 라이더스 (1980년) - 조지 아서 역
- 블랙 뷰티 (1978년)
- 서푼짜리 극장 (1976년)
- US 마샬 (1973년)
- 누가 톰을 서부로 보냈나 (1972년) - 홀리 조 역
- 튜니티라 불러다오 (1972년)
- 감독 존 포드 (1971년) - 본인 (uncredited) 역
- 빅 제이크 (1971년)
- 황금의 꿈 (1971년)
- 원 모어 타임 (1970년)
- 철인들 (1969년)
- 건파이터의 최후 (1969년)
- 코만도 전략 (1968년)
- 반도레로 (1968년)
- 서부로 가는 길 (1967년)
- 발라드 오브 조시 (1967년)
- 빌리 더 키드 버서스 드라큐라 (1966년)
- 알바레즈 켈리 (1966년)
- 셰넌도어 (1965년)
- 샤이안 (1964년)
- 투 로드 투게더 (1961년)
- 리오 브라보 (1959년)
- 프럼 헬 투 텍사스 (1958년)
- 수색자 (1956년)
- 대나무집 (1955년)
- 웨스트 포인트 (1955년)
- 실버 로드 (1954년) - 존슨 역
- 달려라 래시 (1954년)
- 백야의 탈출 (1953년)
- 신사는 금발을 좋아한다 (1953년)
- 몽키 비지니스 (1952년)
- 웨곤 마스터 (1950년)
- 리오 그란데 (1950년)
- 황색 리본을 한 여자 (1949년)
- 쓰리 가드파더 (1948년)
- 블러드 온 더 문 (1948년)
- 문라이징 (1948년)
- 붉은 강 (1948년)
- 추적 (1947년)

### 텔레비전
- 디즈니랜드 (1954년) - 벤 젠킨스 역
- 딜론 보안관 (1955년)
- 서부의 파라딘 (1957년)
- 보난자 (1959년)